# Pentäsjärvi
Pentäsjärvi är en by som ligger vid en sjö med samma namn i södra delarna av Pajala kommun i Norrbottens län i svenska Tornedalen. 

## Historia
Byn anlades 1756, då Lars Persson Parakka-Pentäsjärvi kom dit från Parakka. Pentäsjärvi har en välbesökt badplats. By- och sjönamnet har flera  alternativa uttal och skrivs i gamla handlingar på olika sätt, såsom Pentesjärvi, Pentehjärvi, Pentasjärvi och Pentisjärvi.[källa behövs]

## Natur
Vid Pentäsjoki, och de låglänta myrområdena i anslutning till dessa, finns rikligt av den i Sverige sällsynta finnmyrten. Det är Tornedalens regionsblomma. Växten har cirkumpolär spridning och finns i Sverige, förutom på några enstaka lokaler i Norrbottens skärgård, enbart i Tornedalen.[källa behövs]